# Dodo Zakaria
Dodo Zakaria (ur. 7 lipca 1960 w Dżakarcie, zm. 22 października 2007 tamże) – indonezyjski muzyk, kompozytor, aranżer i pianista.
Autor takich utworów jak „Di Dadaku Ada Kamu” i „Kumpul Bocah” (wykonanie: Vina Panduwinata) oraz „Esok Kan Masih Ada” i „Akira” (wykonanie: Utha Likumahuwa). Lokalne wydanie magazynu „Rolling Stone” umieściło „Kumpul Bocah” i „Esok Kan Masih Ada” w zestawieniu 150 indonezyjskich utworów wszech czasów (kolejno na pozycjach 67. i 58.).
W trakcie swojej kariery był związany z formacjami takimi jak Drakhma, Bina Musika Band, Ogle Eyes i God Bless.